# Svage sjæle
|  | Denne artikel er oprettet af botten PalnaBot ud fra en ekstern database. Den kan derfor have sproglige fejl eller mangler. Denne skabelon kan fjernes efter kontrol af indholdet. |

Svage sjæle er en kortfilm instrueret af Dmitri Doubrovski efter manuskript af Dmitri Doubrovski.

## Handling
Eva er en ung kvinde, der nyder livet til det fulde, og som ikke lader sig hæmme af moralske overvejelser. Hun finder støtte hos sin ven Michael, en mørk og mystisk skikkelse. Over for Eva står hendes veninde Maria og dennes kæreste Peter, et tilsyneladende perfekt par. Men uden de er klare over det, er Evas dage på denne jord talte, og Peter og Marias forhold bliver snart sat på en alvorlig prøve. Hvad vil de tre unge mennesker gøre, når deres verden ramler sammen, når Døden lurer lige om hjørnet, og når Djævelen frister svage sjæle?